# Мюллер, Орели
Орели Мюллер ((фр. Aurélie Muller), род. 7 июня 1990 года, Саргемин) — французская пловчиха, специализирующаяся в плавании на открытой воде на дальние дистанции. Трёхкратная чемпионка мира.
В 2006 году выиграла юношеский чемпионат мира в заплыве на 1500 метров вольным стилем. Участница Олимпийских игр 2008 года.
В 2008 году прошла в олимпийскую сборную Франции для участия в Олимпиаде в Пекине, благодаря занятому 9-му месту в заплыве на 10 километров на Чемпионате мира по плаванию на открытой воде в Севилье. В олимпийском заплыве на 10 километров заняла итоговое 21-е место из 24-х спортсменов, уступив в итоге около 2-х минут победительнице Ларисе Ильченко..
В 2011 году на чемпионате мира в Шанхае, завоевала серебряную награду в заплыве на 5 километров, проиграв меньше секунды на финишном спурте швейцарской пловчихе Сванне Оберсон.
В 2012 году пыталась отобраться в олимпийскую национальную сборную по плаванию в дисциплине 1500 метро вольным стилем, однако не смогла преодолеть отборочный норматив — 8.33,84.
В 2015 году на чемпионате мира в Казани, выиграла золотую награду в заплыве на 10 километров.
В 2017 году Орели превосходно выступила на чемпионате мира в Будапеште: француженка стала первой на дистанции 10 километров, затем на дистанции вдвое короче стала серебряным призёром, а на следующий день завоевала золотую медаль в составе сборной Франции в смешанной эстафете 4x1,25 км.